# 白斑肥腹蛛
白斑肥腹蛛（学名：Steatoda albomaculata）为球蛛科肥腹蛛属的动物。其种加词“albomaculata”意为“白斑的”。分布于欧洲、日本、北美洲、北非以及中国大陆的山西、河北、青海、宁夏、内蒙古、新疆、吉林、辽宁等地，一般生活于乱石下及麦田、菜园植物的基部。该物种的模式产地在欧洲。